# 그리스도 예수의 보병궁 복음서
《그리스도 예수의 보병궁 복음서》(영어: The Aquarian Gospel of Jesus the Christ)는 미국인의 리바이 드링 (영어: Levi H.  Dowling 1844 - 1911)의 1908년의 저작이며, 번역하면 '쌍어궁 시대의 그리스도, 예수의 보병궁 시대의 복음서'가 된다. 춘분점이 보병궁의 시대라는 발상은 현대의 뉴 에이지 활동에서 유명하다. 문헌의 내용은 예수의 공생애 전의 17년 간의 없어진 기록을 저자가 아카식 레코드를 읽고 수기로서 기록한 것이다.

## 같이 보기
- 물병자리
- 춘분점
- 뉴 에이지
- 신지학

## 참고 문헌
- 리바이 드링 《그리스도 예수의 보병궁 복음서》 가스미가세키 서점. ISBN 978-4-7605-0034-5
  - 예수 그리스도에 관한 아카식 레코드 (우주심소)의 상세한 기록으로부터 충실히 적은 것으로 되어 있다.
- 스와미 요게시바라난다 《영혼의 과학》 타마출판. ISBN 978-4-88481-110-5
- The Aquarian Gospel of Jesus the Christ, highly accurate and exact digital transcription of the Gospel portion of the original 1911 edition, with links to the original source page scan images to verify authenticity and accuracy (prepared by The Aquarian Gospel Society, refer to the digital transcription notes)
- Aquarian Gospel of Jesus the Christ (1911) in the Internet Archive (page scan images of 1911 edition)
- Aquarian Gospel of Jesus the Christ (e-text) includes an introduction by Eva S. Dowling